# Ciberbuzoneo
El ciberbuzoneo o e-mailing es un método de mercadotecnia directa que utiliza el correo electrónico como medio de comunicación comercial para enviar mensajes a una audiencia. En su sentido más amplio, toda mensajería electrónica enviada a clientes actuales o potenciales podría considerarse ciberbuzoneo. No obstante, el término se utiliza generalmente para referirse a:
- El envío de mensajes de correo electrónico para mejorar la relación de un comerciante con clientes actuales o anteriores, fidelizar al cliente y estimular las ventas.

- El envío de mensajes de correo electrónico para ganar nuevos clientes o convencer a los actuales para que adquieran un bien o servicio.

- Añadir anuncios a los mensajes de correo electrónico enviados por otras empresas a sus clientes o usuarios.

Desde el punto de vista legal, el remitente debe estar autorizado por el destinatario para enviarle correos electrónicos, de lo contrario esta práctica se consideraría correo basura y se podría estar violando alguna ley del país de residencia. Es común conseguir las suscripciones voluntarias mediante formularios de captura en las páginas web.

## Herramientas para el desarrollo de correo electrónico
El correo electrónico permite llegar al público directamente pero para hacerlo de la forma correcta debemos tener en cuenta los distintos dispositivos desde los cuales se conecta el público ya que por la variedad de dispositivos la visualización de estos correos electrónicos puede hacerse difícil, para hacer el trabajo de desarrollo de estos correo más fácil existentes diversas herramientas dentro de las cuales encontramos MJML que es un marco de referencia que permite desarrollar correos electrónico con diseño web adaptable o responsivo  lo que permitirá la visualización de estos correos de la manera adecuada sin importar el dispositivo desde el cual se visualice el correo electrónico.